# Bens Confiscados
Bens Confiscados é um filme brasileiro de 2005, do gênero drama, dirigido por Carlos Reichenbach. A trilha sonora do filme foi elaborada por Ivan Lins e Nelson Ayres.

## Sinopse
Bens confiscados começa com o suicídio de uma mulher na cidade de São Paulo. O filho dessa mulher é bastardo de um político corrupto que sofre denúncias naquele momento. Esse garoto e uma enfermeira são levados a uma casa no interior do Rio Grande do Sul, sob a guarda de um caseiro e sua esposa. Começa então uma relação conflituosa entre essas pessoas praticamente desconhecidas entre si.

## Elenco
| Ator/Atriz              | Personagem                |
| ----------------------- | ------------------------- |
| Betty Faria             | Isabela Siqueira (Serena) |
| Renan Augusto           | Luís Roberto              |
| Werner Schünemann       | Américo Baldani (Lobo)    |
| Antônio Grassi          | Paulo Hermes              |
| Eduardo Dusek           | Miklos                    |
| Márcia de Oliveira      | Penha                     |
| Marina Person           |                           |
| Fernanda Carvalho Leite |                           |

## Lançamento
O filme foi exibido inicialmente na mostra Première Brasil na edição de 2004 do Festival do Rio. Ainda neste ano foi selecionado para a Mostra Internacional de São Paulo.
Em 2005 continuou rodando por festivais de várias regiões do Brasil, como no Cine PE - Festival do Audiovisual, em Recife, onde foi premiado como melhor filme de ficção, e no Cine Ceará, onde também teve premiação para as atuações de Betty Faria e Werner Schunemann.
Foi exibido nos Estados Unidos no Miami Brazilian Film Festival, em 2005.

## Principais prêmios e indicações
| Ano  | Associações                        | Categoria              | Nomeações          | Resultado |
| ---- | ---------------------------------- | ---------------------- | ------------------ | --------- |
| 2005 | Cine PE - Festival do Audiovisual  | Melhor Filme de Ficção | Carlos Reichenbach | Venceu    |
| 2005 | Miami Brazilian Film Festival      | Melhor Fotografia      | Jacob Solitrenick  | Venceu    |
| 2005 | Cine Ceará                         | Melhor Filme           | Carlos Reichenbach | Venceu    |
| 2005 | Cine Ceará                         | Melhor Atriz           | Betty Faria        | Venceu    |
| 2005 | Cine Ceará                         | Melhor Ator            | Werner Schünemann  | Venceu    |
| 2005 | Cine Ceará                         | Melhor Direção         | Carlos Reichenbach | Venceu    |
| 2007 | Grande Prêmio do Cinema Brasileiro | Melhor Fotografia      | Jacob Solitrenick  | Indicado  |